# Lærdal
Lærdal er en kommune i Vestland fylke i Norge. Kommunen ligger ved Lærdalsfjorden inderst i Sognefjorden. Lærdal grænser i nord til Årdal, i øst til Vang og Hemsedal, i syd til Ål og Hol og i sydvest til Aurland. Lærdalstunnelen på E 16 til Aurland er verdens længste vejtunnel.
Kommunecenteret hedder Lærdalsøyri. Over fjorden ligger Vik og Sogndal.
Stednavnet kommer af norrønt Læradalr, formentlig af et nu forsvundet navn på elven, Lærr.

## Historie
Da Harald Blåtand hørte, at Håkon jarl havde forkastet kristendommen og hærgede i Haralds områder, udrustede Harald en hær og drog nordpå. "I Lærdal i Sogn stod kun fem gårde ubrændte tilbage, og hele folket var flygtet op på fjeldet eller til skoven med alt det, de kunne få med sig."
Vejen over Filefjell ned gennem Lærdalen har siden oldtiden været en af hovedvejene mellem Øst- og Vestlandet. De gamle veje kan stadig ses; den ældste er Sverrestigen, opkaldt efter kong Sverre. Tidligere skal Halvdan Svarte være rejst her fra Valdres på vej til Sogn, senere hans søn Harald Hårfagre, og Olav den Hellige på vej for at kristne Valdres i 1023. Øystein Haraldsson færdedes her i 1157, og i 1183 flygtede Magnus Erlingsson og hans mænd denne vej fra Bergen. I 1212 var baglere på flugt for birkebeinerne, da kong Sverre jagtede dem i Sogn.
Ellers er der den gamle vej gennem Skaret ved Vindhella i nærheden af Borgund stavkirke. Ved Borlaug bro ("Borlo") øverst i dalen fortsætter E 16 over Filefjell til Valdres. 

## Tusenårssted
Kommunens tusenårssted er Gamle Lærdalsøyri, et bygningsmiljø fra 17-1800-tallet med 161 fredede bygninger, der blev hårdt rammet af brand i 2014.